# Bryocyclops muscicoloides
Bryocyclops muscicoloides – gatunek widłonoga z rodziny Cyclopidae. Opisał go w 2018 roku tajski zoolog Santi Watiroyram. Miejsce typowe to jaskinia Khao Plu w Wat Tham Khao, dystrykt Pathiu, prowincja Chumphon, południowa Tajlandia (współrzędne wejścia do jaskini: 10°43′49,1″N 99°19′12,5″E/10,730294 99,320144, wysokość 27 m n.p.m.).